# Iakov Iakovlev
Pour les articles homonymes, voir Iakovlev.
Iakov Arkadievitch Iakovlev (russe : Яков Аркадьевич Яковлев, né en 1896 et mort en 1938, est un homme politique soviétique.

## Biographie
Membre du Parti bolchevique depuis 1913, il étudie à l'Institut royal de Białystok puis à l'École polytechnique de Petrograd (sans y obtenir de diplôme).
À partir de 1917, il occupe divers rôles au sein du parti, en particulier au sein du Parti communiste ukrainien fondé l'année suivante, ainsi que dans l'appareil d'État de l'Ukraine soviétique. À partir de 1920, il travaille en RSFSR et dans l'appareil du Parti communiste russe (bolchevique) et de l'Union, dont il est membre de la Commission centrale de contrôle. Il a également travaillé à Narkompros, la direction du service de presse du Comité central et à la rédaction des journaux Krestjanskaïa Pravda et Bednota.
De 1929 à 1934, il est commissaire du peuple de l'URSS à l'agriculture, tandis que de 1930 à 1937, il est membre du Comité central du PCU(b). Arrêté en octobre 1937 dans le cadre de la Grande Purge, il est exécuté en juillet 1938, un mois avant son épouse Sofia Sokolovskaya.